# Hugo Grimme

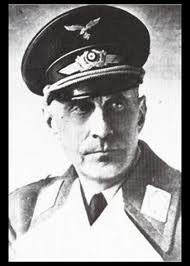
General Hugo Grimme, deutscher Offizier

Hugo Grimme (* 6. November 1872 in Goslar; † 2. November 1943 in Gneven) war ein deutscher General der Flakartillerie der Luftwaffe im Zweiten Weltkrieg.

## Militärische Laufbahn
Beförderungen
- 10. Juli 1891 Fahnenjunker-Unteroffizier
- 18. Oktober 1891 Portepee-Fähnrich
- 17. Mai 1892 Sekondeleutnant
- 22. März 1900 Oberleutnant
- 27. Januar 1907 Hauptmann
- 22. März 1915 Major
- 18. Dezember 1920 Oberstleutnant
- 1. Februar 1924 Oberst
- 1. März 1928 Generalmajor
- 30. September 1929 Charakter als Generalleutnant
- 1. Mai 1935 Generalleutnant
- 30. April 1936 Charakter als General der Flakartillerie
- 1. Januar 1941 General der Flakartillerie z.V.

### Frühe Jahre
Grimme trat 1891 als Fahnenjunker in das 26. Hannoversche Feldartillerie-Regiment der Preußischen Armee ein. Von August 1891 bis März 1892 besuchte er die Kriegsschule Anklam, avancierte Mitte Mai 1892 zum Sekondeleutnant und absolvierte vom 1. Oktober 1894 bis zum Februar 1895 die Vereinigte Artillerie- und Ingenieurschule und anschließend bis Mai 1895 die Feldartillerieschule. Er versah dann seinen Dienst als Batterieoffizier sowie vom 1. Februar 1896 bis Mai 1897 als Abteilungsadjutant in seinem Stammregiment. 1899 wechselte Grimme zum Ostfriesischen Feldartillerie-Regiment Nr. 62, wo er zunächst als Batterieoffizier und, nach Besuch des Militär-Reitinstituts sowie der Feldartillerieschule, bis Ende September 1913 als Batteriechef diente. Von dort wechselte Grimme Oktober 1913 als Batteriechef zum Lehr-Regiment der Feldartillerieschule, wo er bis  April 1914 verblieb. Anschließend war er bis Kriegsausbruch Lehrer an der Feldartillerieschießschule in Jüterbog.

### Erster Weltkrieg
Im Ersten Weltkrieg diente Grimme bis November 1914 zunächst beim Stab des Kommandeurs des Etappen-Munitionswesens der Etappen-Inspektion in Berlin, später beim Armeeoberkommando der 4. Armee. Anschließend war er vom November 1914 bis Ende April 1915 beim Feldmunitionschef West im Großen Hauptquartier. Im Mai/Juni 1915 stand Grimme beim Kommando der Ballonabwehr-Kanonen im Kriegsministerium zur Verwendung. Dort wurde er im   1915 zum Inspekteur der Ballon-Abwehr-Kanonen ernannt; in dieser Stellung blieb er bis zum Dezember 1916. Dezember 1916 wurde er zum Chef der Abteilung Flugabwehr beim Generalkommando der Luftstreitkräfte ernannt (ab November 1918 umbenannt in Inspekteur der Flak-Artillerie). In dieser Position blieb Grimme bis zum 14. Juli 1919. Er erhielt beide Klassen des Eisernen Kreuzes.

### Weimarer Republik
Vom Juli 1919 bis zum November 1919 wurde Grimme bei der Flak-Abteilung 49 zur Verfügung gehalten. Von dort wechselte er am 24. November 1919 als Abteilungskommandeur III in das Artillerie-Regiment 15, wo er in April 1920 in den Regimentsstab versetzt wurde. Anfang Dezember 1920 wurde er in den Stab der Artillerieschule in Jüterbog und dann Mitte April 1921 in den Ausbildungsstab der Inspektion der Artillerie versetzt, wo er bis Januar 1923 diente. Als Artilleriestaboffizier diente er anschließend von Februar bis Dezember 1923 im Stab des Gruppen-Kommandos 1. Im Januar 1924 wurde er zum 2. Artillerie-Regiment in das dortige Versuchskommando kommandiert. Bereits zum 1. Februar 1924 wurde Grimme zum Kommandeur der IV. (reitenden) Abteilung im 6. Artillerie-Regiment ernannt. Im Anschluss hieran war er vom 1. Januar 1926 bis zum 14. Juni 1927 Kommandeur des 5. Artillerie-Regiments. Am 1. Juli 1927 wurde Grimme zum Artillerie-Führer IV ernannt; in dieser Dienststellung wurde er am 1. März 1928 zum Generalmajor befördert. Am 30. September 1929 schied er unter Verleihung des Charakters eines Generalleutnants aus der Reichswehr aus.

### Übertritt zur Luftwaffe
Als am 29. April 1933, auf Betreiben des Reichsluftfahrtministeriums, der Reichsluftschutzbund (RLB) gegründet wurde, wurde Grimme dessen erster Präsident. In dieser Position erfolgte am 1. Mai 1935 Grimmes Reaktivierung und seine Übernahme in die Luftwaffe. Die Funktion des RLB-Präsidenten behielt er bis zu seiner Entlassung aus dem Wehrdienst am 30. April 1936. Anlässlich seiner Verabschiedung erhielt Grimme den Charakter als General der Flakartillerie. Anschließend arbeitete er bis Dezember 1940 als freier Mitarbeiter in der Kriegswissenschaftlichen Abteilung der Luftwaffe. Vom 1. Januar 1941 bis Ende Mai 1943 wurde Grimme als General der Flakartillerie zur Verfügung des Reichsministers der Luftfahrt und Oberbefehlshabers der Luftwaffe gehalten, kam aber zu keinem Kommando mehr. Im Mai 1943 schied er aus dem Wehrdienst aus.